# Публий Валерий Публикола
Публий Валерий Публикола или Попликола (лат. Publius Valerius Publicola или Poplicola), точнее было бы «Поплий Валесий Попликола» (архаич. лат. Poplios Valesios Poplicola) — один из легендарных основателей Римской республики, возглавивший восстание против последнего римского царя Тарквиния Гордого в 509 до н. э. Четырежды избирался консулом, в том числе был консулом-суффектом в первом году существования республики.
В соответствии с Ливием и Плутархом, семья Валерия Публиколы переселилась в Рим из земли сабинян во времена правления сабинского царя Тита Тация. Публий Валерий Публикола происходил из богатой семьи.

## Свержение царей
Царевич Секст Тарквиний обесчестил жену своего родственника Луция Тарквиния Коллатина Лукрецию. Та рассказала об этом мужу, отцу и их спутникам Луцию Юнию Бруту и Публию Валерию, после чего покончила с собой. Это событие вызвало восстание. Народ низложил царя, находившегося в это время при войске, осаждавшем Ардеи. Войско поддержало восставших, и Тарквиний был изгнан. Первыми консулами в 509 до н. э. были избраны Луций Юний Брут и Луций Тарквиний Коллатин. Рассерженный Валерий в знак протеста удалился от общественных дел. Многие стали опасаться, что он переметнется на сторону царя. Брут боялся, что в Риме найдется много сенаторов, готовых перейти на сторону царя, и организовал в определённый день жертвоприношение, во время которого все сенаторы должны были дать присягу на верность римскому народу. Валерий первым принёс эту присягу.

## Посольства Тарквиния
Вскоре после изгнания Тарквиний направил в Рим послов с обращением к народу Рима. Своими весьма умеренными требованиями и ласковыми речами он намеревался вернуть себе потерянное царство. Валерий, опасаясь того, что война покажется беднякам тяжелее тирании, всеми силами воспротивился выступлению послов перед народом.
Следующее посольство Тарквиния известило, что он отказался от царства и лишь требует назад своё имущество. Пока в сенате шло обсуждение этого вопроса, послы нашли сторонников царя в благородных домах Аквилиев и Вителлиев. Однако раб Виндиций узнал о готовящемся заговоре. Он побоялся сообщать о нём консулам, поскольку среди заговорщиков были родственники Коллатина и сыновья Брута, но открыл тайну Валерию. Валерий с братом Марком Валерием при помощи клиентов и рабов схватили заговорщиков и нашли у них письма к царю Тарквинию. Заговорщики были отданы на суд консулов. Брут велел казнить своих сыновей, после чего отдал право судить остальных заговорщиков второму консулу и удалился. Коллатин не мог вынести столь сурового решения относительно своих родичей и сочувствовал им. Те, в свою очередь, чувствуя слабость консула требовали вернуть раба и отпустить их. Этому воспротивился Валерий. На суд вернули Брута, после чего все заговорщики были казнены. Виндиций же стал первым рабом, отпущенным на свободу.

## Война с Тарквинием
После того, как Тарквиний Коллатин оставил должность под давлением Брута и Лукреция, его должность занял Публий Валерий. В это время царь Тарквиний при поддержке этрусских городов Вейи и Тарквинии пошёл войной на Рим, чтобы вернуть своё царство. Его встретило римское войско: пехоту возглавлял Валерий, а кавалерию Брут. Во время первого столкновения всадников обоих войск Брут был убит сыном царя Аррунтом Тарквинием, но и сам убил его. В разгоревшейся битве ни одна из сторон не смогла добиться перевеса. Правое крыло римлян потеснило левое крыло противника, состоявшее из вейян, но тарквинийцы на своем крыле смогли потеснить римлян. После битвы этруски отказались от продолжения борьбы. Тит Ливий пишет:

О битве этой рассказывают и чудеса: будто в ночной тишине из Арсийского леса раздался громовой голос, который сочли за голос Сильвана; он произнес: «У этрусков одним павшим больше: победа у римлян!»

## Консул 509 г. до н. э.
После смерти Брута Публикола промедлил с избранием напарника по консульству, вследствие чего поползли слухи о том, что он стремится к царской власти. Также в вину ему ставилось то, что он начал строить дом на вершине Велийского холма — там, на высоком и укрепленном месте, это была бы неприступная крепость. Дабы очиститься от подозрений, Валерий перенес свой дом к подножию холма. Также он провёл следующие законы:
- Любой римлянин может стать консулом;
- Решение консула может быть обжаловано;
- Любой, кто станет магистратом вопреки гласу народа, будет подвергнут жестокой каре;
- Любой, кто попытается восстановить царскую власть, будет проклят, а также будет проклято его имущество (на основании этого закона были оправданы убийцы Юлия Цезаря);
- Бедняки освобождаются от налогов;
- Патриции наказываются за неповиновение консулу более сурово, чем плебеи;
- Казна находится вне ведомства консулов. Казна располагается в храме Сатурна под управлением квесторов.

Отсюда и пошло его прозвище Публикола (лат. populum colere — «заботиться о народе»).
Публикола выбрал себе соратником по консульству Спурия Лукреция Триципитина, но тот умер через несколько дней после избрания. Новым консулом стал Марк Гораций Пульвилл, которому по жребию выпало освящать храм Юпитера Капитолийского, в то время как Публикола отправился на войну с вейями. Родственники Публиколы пытались помешать этому, солгав о смерти сына Горация, но тот остался непоколебим и довершил ритуал.

## Война с Порсеной
Публикола вновь был избран консулом в 508 г. до н. э. В этот год поддержку изгнанному царю оказал царь этрусского города Клузий по имени Ларс Порсена. Ради сплочения народа перед лицом могущественного противника были отменены налоги с малоимущих, а также продажа соли была взята под государственный контроль.
Порсена быстро занял окружающие Рим холмы, в том числе и Яникул. Согласно легенде, римляне не успели разрушить Свайный мост, по которому войско Порсены могло подойти непосредственно к Капитолийскому холму. Гораций Коклес при помощи Спурия Лукреция и Тита Герминия удерживал мост до тех пор, пока он не был уничтожен, после чего в доспехах переплыл Тибр.
Порсена осадил Рим и разорил его окрестности. Публиколе удалось заманить в засаду и разбить один из грабительских отрядов этрусков, однако положение римлян это не улучшило. Радикально изменилась ситуация после подвига Гая Муция Сцеволы. Он пытался убить Порсену, но это предприятие не удалось. Его мужество под пытками столь изумило Порсену, что тот отказался от замысла взять Рим, ограничился заложниками и отступил.

## Поздние годы
В 504 году до н. э. Публикола был избран в консулы в 4-й раз. Он возглавил войну с сабинянами, начатую при прежних консулах, и разбил их. В результате политики Публиколы в Рим переселился сабинянин Аттий Клавз, принявший римское имя Аппий Клавдий и 5000 его соотечественников, составивиших новую, клавдиеву трибу.
Публий Валерий Публикола умер в 503 году до н. э. Его состояние было столь ничтожным, что на его погребение был введен разовый налог с каждого жителя. Публикола был похоронен в Риме.